# Майлен (Індіана)
Майлен (англ. Milan) — місто (англ. town) в США, в окрузі Ріплі штату Індіана. Населення — 1823 особи (2020).

## Географія
Майлен розташований за координатами 39°7′25″ пн. ш. 85°7′35″ зх. д. / 39.12361° пн. ш. 85.12639° зх. д. (39.123516, -85.126270).  За даними Бюро перепису населення США в 2010 році місто мало площу 5,14 км², з яких 5,05 км² — суходіл та 0,09 км² — водойми.

## Демографія
Згідно з переписом 2010 року, у місті мешкало 1899 осіб у 706 домогосподарствах у складі 476 родин. Густота населення становила 370 осіб/км².  Було 795 помешкань (155/км²).
Расовий склад населення:
| - 97,7 % — білих - 0,3 % — чорних або афроамериканців - 0,2 % — корінних американців - 0,1 % — азіатів |

До двох чи більше рас належало 1,4 %. Частка іспаномовних становила 0,8 % від усіх жителів.
За віковим діапазоном населення розподілялося таким чином: 28,1 % — особи молодші 18 років, 54,0 % — особи у віці 18—64 років, 17,9 % — особи у віці 65 років та старші. Медіана віку мешканця становила 36,7 року. На 100 осіб жіночої статі у місті припадало 87,3 чоловіків;  на 100 жінок у віці від 18 років та старших — 78,3 чоловіків також старших 18 років.
Середній дохід на одне домашнє господарство  становив 59 601 долар США (медіана — 49 737), а середній дохід на одну сім'ю — 72 998 доларів (медіана — 63 795). Медіана доходів становила 46 053 долари для чоловіків та 30 208 доларів для жінок. За межею бідності перебувало 8,9 % осіб, у тому числі 9,1 % дітей у віці до 18 років та 10,2 % осіб у віці 65 років та старших.
Цивільне працевлаштоване населення становило 890 осіб. Основні галузі зайнятості: освіта, охорона здоров'я та соціальна допомога — 23,5 %, виробництво — 23,4 %, мистецтво, розваги та відпочинок — 16,3 %.